# Palhabote

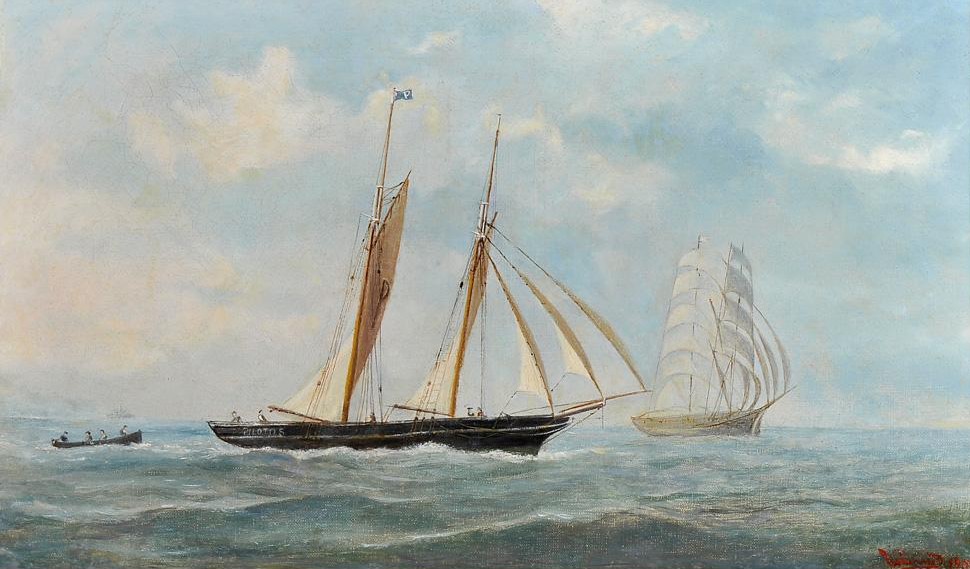
Pintura de 1908, representando o palhabote dos pilotos da Barra do Tejo, com o Farol do Bugio à distância

Designa-se por palhabote o veleiro de dois mastros e respectivos mastaréus, envergando, em ambos, vela latina quadrangular, e gurupés. Semelhante a um iate, a sua grande área de velame permite-lhe alcançar velocidades rápidas, associada a uma grande manobrabilidade.
O nome palhabote deriva do termo inglês pilot boat, ou barco do piloto.